# Josh Kinney
Pour les articles homonymes, voir Kinney.
Joshua Thomas Kinney (né le 31 mars 1979 à Coudersport, Pennsylvanie, États-Unis) est un ancien lanceur droitier de baseball qui évoluait dans les Ligues majeures.
Kinney est un champion de la Série mondiale 2006 avec les Cardinals de Saint-Louis.

## Carrière
Josh Kinney fait ses débuts dans le baseball majeur le 3 juillet 2006 avec les Cardinals de Saint-Louis. Il est appelé 21 fois à lancer en relève à sa première saison et maintient une moyenne de points mérités de 3,24 en 25 manches lancées. Les Cardinals confient la balle à leur lanceur recrue en séries éliminatoires. Kinney est le lanceur gagnant dans le deuxième match de la Série de championnat de la Ligue nationale contre les Mets de New York. Il vient trois fois au monticule dans cette série sans accorder de points aux Mets en trois manches et un tiers lancées. Il blanchit par la suite les Tigers de Détroit en une manche, espacée en deux apparitions en Série mondiale 2006, que remporte Saint-Louis.
Une blessure au coude qui nécessite une opération de type Tommy John fait rater à Kinney toute la saison 2007 et une partie de 2008. Il n'apparaît que dans sept matchs des Cards en 2008.
En 2009, Kinney fait 17 apparitions au monticule pour Saint-Louis mais présente une moyenne de points mérités élevée de 8,80 en 15 manches et un tiers lancées. Le 27 juin 2009, face aux Twins du Minnesota, il remporte sa première victoire dans les majeures, hormis la partie remportée en éliminatoires de 2006.
Kinney passe toute la saison 2010 dans les ligues mineures avec les Redbirds de Memphis, le club-école des Cardinals dans la Ligue de la côte du Pacifique, pour qui il n'accorde que 1,80 point mérité par partie en 60 manches au monticule. Il devient par la suite agent libre et rejoint les White Sox de Chicago. Il dispute 13 parties avec les White Sox en 2011. Sa moyenne de points mérités s'élève à 6,62 en 17,2 manches lancées. En revanche, dans les mineures sa moyenne ne s'élève qu'à 2,77 en 61,2 manches au monticule pour les Knights de Charlotte de la Ligue internationale.
En décembre 2011, Josh Kinney signe un contrat des ligues mineures avec les Mariners de Seattle et reçoit une invitation à leur camp d'entraînement de 2012.